# Wieleń (gemeente)
De gemeente Wieleń is een stad- en landgemeente in het Poolse woiwodschap Groot-Polen, in powiat Czarnkowsko-trzcianecki.
De zetel van de gemeente is in Wieleń.

## Plaatsen
- Rosko
- Wrzeszczyna
- Miały
- Gulcz
- Dzierżążno Wielkie
- Biała
- Nowe Dwory
- Folsztyn

Op 30 juni 2004 telde de gemeente 12 699 inwoners.

## Oppervlakte gegevens
In 2002 bedroeg de totale oppervlakte van gemeente Wieleń 428,32 km², waarvan:
- agrarisch gebied: 27%
- bossen: 65%

De gemeente beslaat 23,69% van de totale oppervlakte van de powiat.

## Demografie
Stand op 30 juni 2004:
| Omschrijving                   | Totaal | Totaal | Vrouwen | Vrouwen | Mannen | Mannen |
| ------------------------------ | ------ | ------ | ------- | ------- | ------ | ------ |
| eenheid                        | aantal | %      | aantal  | %       | aantal | %      |
| inwoners                       | 12 699 | 100    | 6512    | 51,3    | 6187   | 48,7   |
| bevolkingsdichtheid (inw./km²) | 29,6   | 29,6   | 15,2    | 15,2    | 14,4   | 14,4   |

In 2002 bedroeg het gemiddelde inkomen per inwoner 1275,3 zł.

## Aangrenzende gemeenten
Czarnków, Człopa, Drawsko, Krzyż Wielkopolski, Lubasz, Trzcianka, Wronki